# Opération Jumelles
Guerre d'Algérie
Batailles
- Toussaint rouge
- Opération Eckhmül
- Opération Aloès
- Opération Véronique (en)
- Opération Violette
- Massacres d'août 1955 dans le Constantinois
- Opération Timgad
- Bataille d'El Djorf
- Opération Oiseau bleu
- Embuscade de Palestro
- Bataille d'Alger
- Bataille de Bouzegza
- Bleuite
- Bataille de Timimoun
- Bataille des Frontières
- Combat du Fedj Zezoua
- Coup d'État du 13 mai 1958
- Opération Résurrection
- Opération Couronne
- Opération Brumaire
- Plan Challe
- Opération Jumelles
- Semaine des barricades
- Manifestations de décembre 1960
- Putsch des généraux

- Bataille de Bab El Oued
- Fusillade de la rue d'Isly
- Massacre d'Oran

L'opération Jumelles est une opération militaire menée par l'armée française durant la guerre d'Algérie contre la wilaya III, dans le cadre du plan Challe. Elle se déroule du 22 juillet 1959 au 4 avril 1960[réf. nécessaire].
L'armée française mobilise 60 000 hommes dont la demi-brigade de fusiliers marins (DBFM), le 5e régiment étranger d'infanterie (REI), la 10e Division parachutiste (DP), des avions et des hélicoptères et l'appui des services de renseignements du 2e bureau, afin de ratisser la wilaya et de tenter d'éradiquer l'ALN par des combats continus.

## Historique
Le 21 juillet 1959, le général Challe - commandant en chef - déclenche une opération de grande envergure qui a pour objectif d'anéantir l'Armée de libération nationale (ALN). Intitulée opération « Jumelles », elle s'attaque à la grande et la petite kabylie (wilaya 3) avec un renfort d'hommes et de munitions ; plus de 60 000 soldats sont engagés, C'est le général Challe lui-même qui dirige l'opération, établissant son poste de commandement « Artois » en plein cœur du Djudjura, au col de Chelatta à 1700 m d'altitude,
Il s’agit de l’opération militaire la plus vaste et la plus importante de l’histoire de la guerre d’Algérie.[réf. nécessaire]
Selon le général Jacques Massu, « ce sera la première fois à partir de juillet 1959, du haut du djurdjura en kabylie, qu'un "commandant en chef" assurera personnellement le commandement d'une opération, dite : « jumelles » ».
La première phase de l'opération Jumelles est appelée « Pelvoux » et se déroule du 22 juillet au 9 août 1959. Les fusiliers marins commandés par le capitaine de frégate Sanguinetti investissent la forêt d'Akfadou.